# Marc Webb
Marc Preston Webb (31 augustus 1974) is een Amerikaanse regisseur van onder andere speelfilms, videoclips en korte films. Hij is vooral bekend van zijn bekroonde film (500) Days of Summer, en ook doordat hij is geselecteerd als regisseur voor de reboot Spider-Man uit 2012.

## Levensloop en carrière
Webb werd geboren in Bloomington, Indiana, als de zoon van Margaret Ruth (Stocker) en Norman Lott Webb. Toen hij 18 maanden oud was, verhuisde Webbs familie naar Madison, Wisconsin, waar hij ook opgroeide. Hij behaalde zijn diploma aan Madison West High School, daarna ging hij naar het Colorado College, New York University.
Met (500) Days Of Summer debuteerde hij met zijn eerste lange speelfilm. In deze film werden de hoofdrollen gespeeld door Joseph Gordon-Levitt en Zooey Deschanel. Deze film werd genomineerd voor twee Golden Globes, maar won er geen. In januari 2010 werd hij door Columbia Pictures ingehuurd om Sam Raimi te vervangen als regisseur voor de vervolgreeks van Spider Man, die uitkomt in 2012. Hierin volgt Andrew Garfield Tobey Maguire op als Spider-Man.
Webb staat onder contract bij DNA in Hollywood, Californië, en Academy Productions in het Verenigd Koninkrijk.

## Filmografie videoclips
1997
- Blues Traveler – "Canadian Rose"

1999
- Earth to Andy – "Still After You"

2000
- Cold – "Just Got Wicked"
- Santana met Musiq – "Nothing At All"

2001
- On the Line All Stars met Lance Bass – "On the Line"
- Anastacia – "Not that Kind of Girl"
- Backstreet Boys – "Invitation Only"
- 3 Doors Down – "Duck and Run"
- Good Charlotte – "Motivation Proclamation"
- AFI – "The Days of the Phoenix"
- Big Dumb Face – "Duke Lion"
- Oleander – "Are You There?"
- Green Day – "Waiting"
- Good Charlotte – "Festival Song"
- Professional Murder Music – "Slow"
- Stereomud – "Pain"
- Godhead – "Eleanor Rigby"
- Live met Tricky – "Simple Creed"
- Pressure 4-5 – "Beat the World"
- Tru Vibe – "On The Line"

2002
- Unwritten Law – "Seein' Red"
- Counting Crows – "American Girls"
- Soil – "Unreal"
- Puddle of Mudd – "She Hates Me"
- Maroon 5 – "Harder to Breathe"
- Hatebreed – "I Will Be Heard"
- The Wallflowers – "When You’re On Top"
- O-Town – "These are The Days"
- Hoobastank – "Remember Me"
- Disturbed – "Remember"

2003
- Cold – "Stupid Girl"
- P.O.D. – "Sleeping Awake"
- AFI – "The Leaving Song, Pt. II"
- Santana & Alex Band – "Why Don't You & I"
- 3 Doors Down – "Here Without You"
- Memento – "Saviour"
- Wakefield – "Say You Will"
- MxPx – "Everything Sucks"
- P.O.D. – "Will You"
- Brand New – "Sic Transit Gloria... Glory Fades"

2004
- P.O.D. – "Change the World"
- Gavin DeGraw – "I Don't Want to Be"
- Smile Empty Soul – "Silhouettes"
- Puddle of Mudd – "Heel Over Head"
- Midtown – "Give It Up"
- Yellowcard – "Ocean Avenue"
- My Chemical Romance – "I'm Not Okay (I Promise)"
- Sparta – "Breaking the Broken"
- Jesse McCartney – "Beautiful Soul"
- Dirty Vegas – "Walk Into the Sun"
- Coheed and Cambria – "Blood Red Summer"
- Switchfoot – "Dare You to Move" (versie 2)
- Hoobastank – "Disappear"

2005
- Jimmy Eat World – "Work"
- Daniel Powter – "Bad Day"
- The Used – "All That I've Got"
- My Chemical Romance – "Helena"
- Snow Patrol – "Chocolate"
- Low Millions – "Eleanor"
- Trey Songz met Twista – "Gotta Make It"
- Antigone Rising – "Don’t Look Back"
- Hot Hot Heat – "Middle of Nowhere"
- Incubus – "Make a Move"
- Hilary Duff – "Wake Up"
- My Chemical Romance – "The Ghost of You"
- Ashlee Simpson – "Boyfriend"
- Daniel Powter – "Free Loop (One Night Stand)"
- Yellowcard – "Lights and Sounds"
- Weezer – "Perfect Situation"

2006
- All American Rejects – "Move Along"
- Matisyahu – "Youth"
- Aly & AJ – "Rush"
- Daniel Powter – "Lie to Me"
- Yellowcard – "Rough Landing, Holly"
- AFI – "Miss Murder"
- Ashlee Simpson – "Invisible"
- Fergie – "London Bridge"
- Regina Spektor – "Fidelity"
- Evanescence – "Call Me When You're Sober"
- AFI – "Love Like Winter"
- Pussycat Dolls met Timbaland – "Wait a Minute"
- Barefoot – "Rain"
- Teddy Geiger – "These Walls" (versie 2)

2007
- Good Charlotte – "The River"
- Relient K – "Must Have Done Something Right"
- P. Diddy – "Last Night"
- My Chemical Romance – "I Don't Love You"
- My Chemical Romance – "Teenagers"
- Evanescence – "Good Enough" (coregisseur Rich Lee)
- Blaqk Audio – "Stiff Kittens" (coregisseur Rich Lee)
- Regina Spektor – "Better"
- Fergie – "Clumsy" (coregisseur Rich Lee)
- Miley Cyrus – "Start All Over"

2008
- Maroon 5 – "Goodnight, Goodnight"
- Nelly met Fergie – "Party People"
- All American Rejects – "Gives You Hell"

2009
- Green Day – "21 Guns"
- She & Him – "Why Do You Let me Stay Here?" (versie 2)
- Green Day – "21st Century Breakdown"
- Weezer – "(If You're Wondering If I Want You To) I Want You To"

2010
- Green Day – "Last of the American Girls"

2017
- Sia & Zayn - “From dusk ‘till dawn”

## Webbs lam
Webbs handtekening is een lam; in sommige clips komt dit lam voor. In de video van de single Sic Transit Gloria... Glory Fades van de Amerikaanse band Brand New is het lam te zien op de deur voordat Jesse Lacy het café binnengaat. Ook staat het lam op een T-shirt van een meisje in de bar. In de videoclips van Ocean Avenue en Rough Landing, Holly van de Amerikaanse band Yellowcard is het lam te zien op de aktetas die Ryan Key bij zich draagt.

## Filmografie (lange speelfilms)
- (500) Days of Summer (2009) (regisseur)
- The Amazing Spider-Man (2012) (regisseur)
- The Amazing Spider-Man 2 (2014) (regisseur)
- Gifted (2017) (regisseur)

## Televisie
- Aflevering "Manager and Salesman", The Office (2010)
- Aflevering "Pilot", Lone Star (2010)